# Drosophila lanaiensis
Drosophila lanaiensis ist eine Fliegenart aus der Gattung Drosophila innerhalb der Familie der Taufliegen. Sie kommt auf den hawaiischen Inseln Lānaʻi und Maui vor. Sie galt lange als ausgestorben, wurde jedoch 2010 wiederentdeckt.

## Merkmale
Der Körperlänge beträgt 3,5 bis 5 mm, die Flügellänge 4 bis 5,5 mm.  Der Vorderkopf ist rötlichgelb, die Augen und das vertikale Dreieck dazwischen sind heller. Das Gesicht schimmert gelblich und ist nicht gekielt. Der Saugrüssel und die Palpi sind braun und heller an der Basis. Die Fühler sind dunkelgelb, wobei die obere Kante der ersten beiden Glieder und das gesamte dritte Glied dunkler, manchmal dunkelbraun, sind. Der Thorax ist gelblich mit drei bräunlichen Streifen. Der mittlere Streifen ist manchmal undeutlich und zwischen diesem und den Seitenstreifen befindet sich auf jeder Seite eine verschwommene, sehr schmale dunkle Linie. Die Pleurae sind gelblich mit einem dunklen Flecken auf der Mesopleura. Das Scutellum, die Hinterbrust und die Halteren sind gelb. Das Abdomen gleicht dem der Art Drosophila conspicua, jedoch sind die gelblichen Flecken nicht so ausgeprägt und der Ovipositor ist länger und schlanker. Das Endglied der Tarsen ist dunkel.

## Status
Drosophila lanaiensis war lange nur von fünf Weibchen bekannt, die im Dezember 1893 in 610 Meter Höhe gesammelt wurden. Daraufhin wurde sie 1986 von der IUCN für ausgestorben erklärt. 2010 wurde jedoch auf Lanai ein Männchen entdeckt, das dieser Art zugerechnet wird. Die 1966 auf Maui entdeckte Art Drosophila virgulata wurde mit Drosophila lanaiensis synonymisiert.